# 承元の法難
承元の法難（じょうげんのほうなん）とは、1207年（建永二年、承元元年）後鳥羽上皇によって法然の門弟4人が死罪とされ、法然及び親鸞ら門弟7人が流罪とされた事件。建永の法難（けんえいのほうなん）とも。
宣旨自体は1207年2月27日に土御門天皇の命で出されているが、当時13歳であった土御門天皇の意志とは考えられておらず、院政を敷いていた後鳥羽上皇の意志による処断であると一般に認知されている
。
従来その処断理由について、法然や親鸞などによる念仏宗が国家体制を揺るがしかねないとして、朝廷及び朝廷と結びつきの強い旧仏教教団による念仏宗の弾圧であると解釈されてきた。
法然の伝記『法然上人行状絵図 四十八巻伝」(国宝)』によると、1206年12月、後鳥羽上皇の熊野詣の折、法然門下の住蓮と安楽が東山鹿ケ谷で催した念仏集会へ宮中の女官数名が密かに参加した。この内数名の女官が感銘を受けそのまま出家、帰京しこの事を知った後鳥羽上皇が激怒し住蓮と安楽を逮捕した、と記されている。
当時の時代的背景として、藤原氏の氏寺である興福寺から念仏宗を非難する訴えを受けた事から、朝廷とて無視する事はできず、かといって積極的に念仏宗の弾圧を行う状況にも無い中、朝廷は念仏宗への対応を保留としていた。
そのような時勢の中で起きた上記の事件をきっかけに後鳥羽上皇は、密通等不義の行いを大義名分として、主催の4人を死罪、関係未詳の親鸞を含む7人及びその師である法然の計8名を流刑とするなど、次々に念仏宗一派を処断した。
蓮如は「歎異抄」の自筆写本の奥書において、この時処分された人々を「興福寺の僧が敵意を持って後鳥羽上皇に讒言した上、法然の弟子に風紀を乱す行いをする者がいるという無実の噂により処断された人」であるとした。

## 概要

### 延暦寺からの批判
元久元年（1204年）10月、延暦寺の衆徒は、専修念仏の停止（ちょうじ）を訴える決議を行う（「延暦寺奏状」）。彼らは、当時の天台座主真性に対して訴えを起こした。
「延暦寺奏状」
延暦寺三千大衆 法師等 誠惶誠恐謹言
天裁を蒙り一向専修の濫行を停止せられることを請う子細の状
一、弥陀念仏を以て別に宗を建てるべからずの事
一、一向専修の党類、神明に向背す不当の事
一、一向専修、倭漢の礼に快からざる事
一、諸教修行を捨てて専念弥陀仏が廣行流布す時節の未だ至らざる事
一、一向専修の輩、経に背き師に逆う事
一、一向専修の濫悪を停止して護国の諸宗を興隆せらるべき事

### 興福寺からの批判
元久2年（1205年）9月、興福寺の僧徒から朝廷へ法然に対する提訴が行われ、翌月には改めて法然に対する九箇条の過失（「興福寺奏状」）を挙げ、朝廷に専修念仏の停止を訴える。
「興福寺奏状」
興福寺僧網大法師等 誠惶誠恐謹言
殊に天裁を蒙り、永く沙門源空勧むるところの専修念仏の宗義を糺改せられんことを請ふの状右、謹んで案内を考ふるに一の沙門あり、世に法然と号す。念仏の宗を立てて、専修の行を勧む。その詞古師に似たりと雖もその心、多く本説に乖けり。ほぼその過を勘ふるに、略して九ヶ条あり。
九箇条の失の事
第一 新宗を立つる失
第二 新像を図する失
第三 釋尊を軽んずる失
第四 不善を妨ぐる失
第五 霊神に背く失
第六 浄土に暗き失
第七 念仏を誤る失
第八 釋衆を損ずる失
第九 国土を乱る失

### 法然の対応
元久元年（1204年）11月、法然は、自戒の決意を示すべく記した「七箇条制誡」に門弟ら190名の署名を添えて延暦寺に送った。しかし、『一念往生義』を説く法本房行空や『六時礼讃』に節をつけて勤める法会で人気を博していた安楽房遵西が非難の的にされた。法然は行空を破門したものの、事態は収まらなかった。

### 朝廷の対応
朝廷は、朝廷内部にも信者がいることもあり「法然の門弟の一部には不良行為を行う者もいるだろう」と比較的静観し、興福寺に対しては元久2年12月19日に法然の「門弟の浅智」を非難して師匠である法然を宥免する宣旨が出された。これに納得しない興福寺の衆徒は翌元久3年2月に五師三綱の高僧を上洛させ、摂関家に対して法然らの処罰を働きかけた。その結果、3月30日に遵西と行空を処罰することを確約した宣旨を出したところ、同日に法然が行空を破門にしたことから、興福寺側も一旦これを受け入れたため、その他の僧侶に対しては厳罰は処さずにいた。ところが、5月に入ると再び興福寺側から強い処分を望む意見が届けられ、朝廷では連日協議が続けられた。ところが興福寺奏状には「八宗同心の訴訟」であると高らかに謳っていたにもかかわらず、先に訴えを起こした延暦寺でさえ共同行動の動きは見られず、当事者である興福寺側の意見が必ずしも一致していないことが明らかとなったために、朝廷の協議もうやむやのうちに終わった。朝廷が危惧した春日神木を伴う強訴もなく、6月には摂政に就任した近衛家実を祝するために興福寺別当らが上洛するなど、興福寺側も朝廷の回答遅延に反発するような動きは見られず、このまま事態は収拾されるかと思われた。そして、実際に法然らの流罪までに延暦寺や興福寺が何らかの具体的な行動を起こしたことを示す記録は残されていない。

### 転機
建永元年（1206年）12月頃、後鳥羽上皇の熊野御幸の間に安楽房遵西と住蓮が鹿ヶ谷で開いた別時念仏会に院の女房らが参加した。『愚管抄』によれば、彼女たちは安楽房の説法を聞くために彼らを上皇不在の御所に招き入れ、夜遅くなったからとしてそのまま御所に泊めたとされている。彼女らの中に出家をする者があった。
なお、出家したのは松虫（松虫姫）と鈴虫（鈴虫姫）という名前の女性だったという説がある。
この二名の名前は、『安楽寺略縁起』や『住連山安楽寺鹿ケ谷因縁団』等にみられる記述である。
この説に対し仏教史家の今井雅晴は、『安楽寺略縁起』は江戸時代末期の成立、『住蓮山安楽寺鹿ケ谷因縁団』は1899年（明治32年）に刊行されており、この時代以前の資料に記述が見られない事から、江戸時代以降の創作である可能性が高いとしている。

### 法難
女房の一部が出家したことに加えて、男性を自分の不在中に御所内に泊めたことを知った後鳥羽上皇は憤怒し、建永2年（1207年）2月、専修念仏の停止を決定。住蓮房・安楽房に死罪を言い渡し、安楽房は六條河原において、住蓮房は近江国馬渕にて処される。その他に、西意善綽房・性願房の2名も死罪に処される。
同月28日、怒りの治まらない上皇は、法然ならびに親鸞を含む7名の弟子を流罪に処した。法然は、土佐国番田（現、高知県）へ、親鸞は越後国国府（現、新潟県）へ配流される。　この時、法然・親鸞は僧籍を剥奪される。法然は「藤井元彦」の俗名を与えられ、親鸞は「藤井善信」（ふじいよしざね）を与えられる。
しかし法然は土佐まで赴くことはなく、円証（九条兼実）の庇護により、九条家領地の讃岐国（現、香川県）に配流地が変更され、讃岐で10ヶ月ほど布教する。
その後、法然に対し赦免の宣旨が下った。しかし入洛は許されなかったため、摂津の勝尾寺（大阪府）で滞在する。ようやく建暦元年（1211年）11月、法然に入洛の許可が下り、帰京できたものの、2ヵ月後の建暦2年（1212年）1月25日、死去する。
建暦元年（1211年）11月、親鸞に対しても赦免の宣旨が下る。親鸞は、法然との再会を願うものの、時期的に豪雪地帯の越後から京都へ戻ることが出来なかった。雪解けを待つ内に法然は亡くなり、師との再会は叶わないものと知る。親鸞は、子供が幼かったこともあり越後に留まることを決め、後に東国の布教に注力することになる。

### 親鸞の「承元の法難」に対する怒りと後鳥羽上皇批判
この時処断された者の一人である親鸞は著作『顕浄土真実教行証文類』の中で、「後鳥羽上皇とその臣下が法を無視し義に反する行いをした」と批判している。これについて、今井雅晴は、親鸞の批判の背景として、次のように考えている。
- 後鳥羽上皇が、女官に出家を決意させた安楽等の専修念仏者に怒りを募らせ恨むあまり、公卿を集めた会議や、儒学者への法的見解の諮問といった、当時の一般的な刑罰決定の手順を一切省略し「法に背き義に反する」院宣を下した事。
- “死刑が決定した場合死刑囚に対し死刑宣告のみを行い実際には死刑を執行しない”という、当時の朝廷が受け継いでいた伝統的な慣例を独断で破り実際に死刑を執行してしまった事。

等の後鳥羽上皇の行いに対し、公的に用いるべき権力を私的に利用したとして、反感を募らせていたとみられる。親鸞の批判は、法律や慣習を無視し、権力を傘に超法規的な手段で私怨を晴らそうとした後鳥羽上皇の人間性や、それに伴う処断の違法性を糾弾する内容であり、朝廷が念仏弾圧を行ったから等という類の批判ではない。以上が今井雅晴の説である。

### 承元の法難に対する異説
中世日本史を専門とする歴史学者の本郷和人は、従来の歴史観による「承元の法難」理解は、『「南無阿弥陀仏を認めるか認めないか」という純粋な宗教的対立がきっかけとなり宗教が元で人が死ぬまでに至った事件として認知されている』出来事であると定義している。
その上で、本郷は「この事件は法然の門弟たちが後鳥羽上皇の寵愛する女官たちと密通したうえ、上皇の留守中に彼女たちが出家してしまったため、後鳥羽上皇の逆鱗に触れたという話で、密通事件さえ起きなければ、宗教がもとで人が死ぬことは無かったと言える」との見解を示している。